# Szamoa zászlaja
1948. május 26-án, a jelenlegi lobogó bevezetése előtt, egy ehhez hasonló, négy csillagot tartalmazó zászlót használtak (csak a szárazföldön). Az öt csillag a Dél keresztje csillagait jelképezik. A színek a szabadságot (kék), a tisztaságot (fehér) és a bátorságot (vörös) jelzik.

## Történelmi zászlók
A natív szamoai uralkodók a 19. századtól kezdődően már rendelkeztek önálló zászlóval. 1900-ban Németország gyarmatosította a területet magával hozva felségjelvényeit is. A terület lobogója 1914-ben változott meg ismét, amikor Új-Zéland az első világháború idején megszállta a szigeteket. Szamoa brit mandátumterületként önálló címert és zászlót kapott. 1948-tól polgári használatra már megjelenik a jelenlegi piros-fehér-kék zászló,  melyben kis változtatásként később még egy csillagot helyeztek el. Ez a forma lett végül az 1962-ben függetlenné váló Szamoa hivatalos zászlaja.

A Szamoai Királyság zászlaja a Paradicsom Zászlajai című atlaszban. Hasonlít a Oszmán Birodalom korabeli lobogójához.
A natív Malietoa dinasztia zászlaja. (1875-1887, 1889-1900)
A szintén helyi Tuiaana dinasztia lobogója. (1875-1887, 1889-1900)
Tupua Tamasesse király zászlaja (1887-1889).
A német adminisztráció zászlaja.
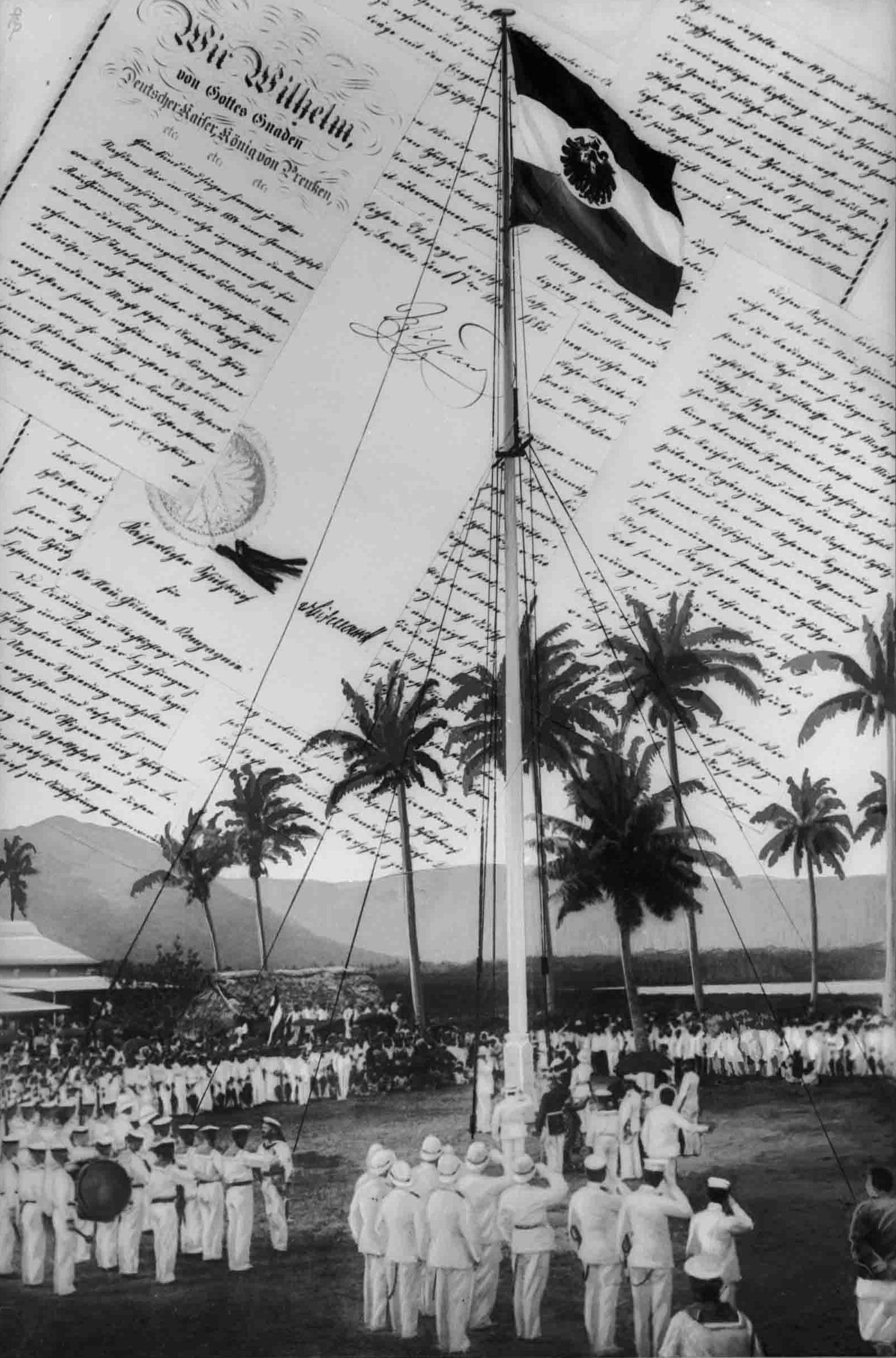
Német zászlófelvonás Szamoán, 1900 március 1.
Tervezett zászló a gyarmat számára, az első világháború kitörése miatt végül sosem került használatba.
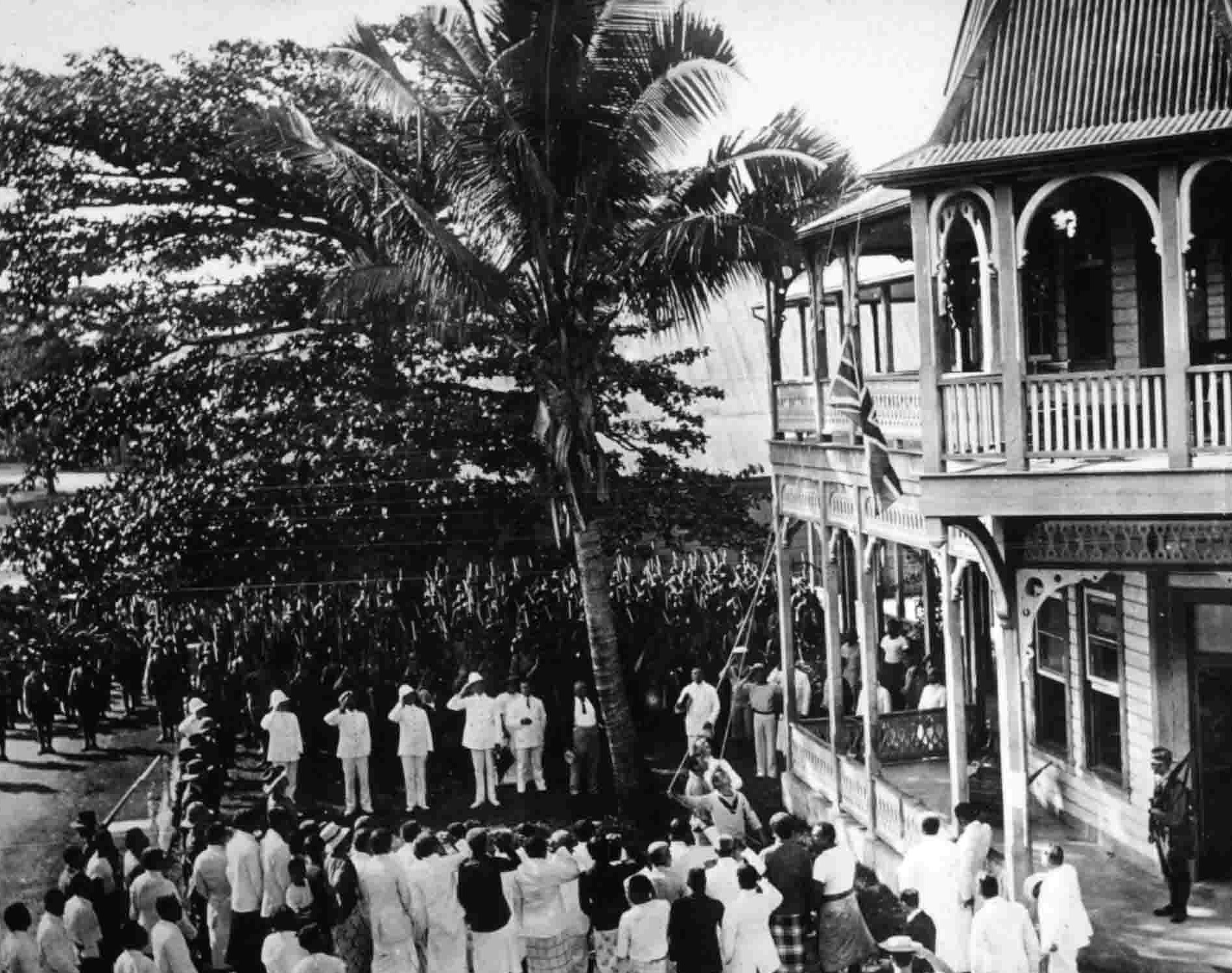
A Union Jack felvonása, 1914. augusztus 30.
Az 1914-1920-ig tartó megszállás során az új-zélandi zászlót használták.
A Nyugat Szamoai Mandátumterület zászlaja (1920-1962)
A Nyugat Szamoai Mandátumterület polgári zászlaja (1948-1949)
A jelenlegi zászló, 1949-től polgári használatra, 1962-től hivatalos.